# Keep Your Hands Off My Baby
«Keep Your Hands Off My Baby» (с англ. — «Убери руки от моей крошки») — песня, написанная Кэрол Кинг и Джерри Гоффином. Песня записывалась многими исполнителями; наиболее известная версия принадлежит американской исполнительнице Эве Бойд, известной под сценическим псевдонимом Little Eva — её версия вышла в виде сингла (с песней «Where Do I Go?» на стороне «Б») в 1962 году и достигла двенадцатой позиции в чартах Billboard.
Среди других исполнителей, записывавших эту песню, можно упомянуть Кирсти МакКолл (её версия вышла в виде сингла с песней «I Don’t Need You» на стороне «Б» в феврале 1981 года), Хелен Шапиро, Lindisfarne, Скитер Дэвис, The Trashmen.
В 1963 году песня была частью концертного репертуара «Битлз». Группа записала данную песню для BBC 22 января 1963 года (передача вышла в эфир через четыре дня); в записи участвовали Джон Леннон (основной вокал, ритм-гитара), Пол Маккартни (подголоски, бас-гитара), Джордж Харрисон (подголоски, соло-гитара) и Ринго Старр (ударные). В 1994 году данная запись была выпущена в составе сборного альбома Live at the BBC, став самой ранней записью, вошедшей в данный альбом. Имеются свидетельства о том, что группа могла включить данную песню в свой первый студийный альбом Please Please Me, однако данный факт остаётся спорным.